# Кућа летећих бодежа
Кућа летећих бодежа (кин: 十面埋伏; пин: Shímiàn máifú; досл. 'Засједа са десет страна') је романтични филм из 2004. године у режији Џанга Јимоуа са Ендијем Лауом, Џангом Зијијем и Такешијем Канеширом у главним улогама. За разлику од других вусја филмова, то је више љубавна прича него искључиво филм о борилачким вјештинама .
Филм је прво објављен у САД-у 3. децембра 2004. у Њујорку и Лос Анђелесу, а двије недјеље касније је отворен на додатним екранима широм земље. Филм је зарадио 11.050.094 долара у САД-у, а затим је значајно надмашио резултате на тржишту кућних видео записа у САД-у .
Филм је изабран као кинеска пријава за Оскара за најбољи филм на страном језику за 2004. годину, али није номинован у тој категорији. Добио је номинацију за најбољу кинематографију .

## Радња
Године 859., како династија Танг почиње пропадати, основало се неколико побуњеничких група, од којих је највећа Кућа летећих бодежа, са сједиштем у Фенгтиану, које се боре против корумпиране владе која тлачи народ. Њени чланови користе посебне бодеже за бацање који увек погађају њихове мете да краду од богатих и дају сиромашнима, добијајући подршку локалног становништва. Двојици полицајаца, Леу (Енди Лау) и Џину (Такеши Канеширо), наређено је да убију вођу групе у року од десет дана, задатак који се чини немогућим јер нико не зна ко је вођа Куће летећих бодежа.
Да би то постигао, Лео хапси Меи (Џанг Цији), сљепу плесачицу за коју се сумња да је ћерка претходног вође. Џин наставља да напада затвор и ослобађа Меија, претварајући се да је симпатизер побуњеника, што је чин којим се задобија Меијево повјерење. Док Меи и Јин путују у штаб Летећег бодежа, Лео иде иза са појачањима. Нажалост, Меи и Јин се заљубљују.
Да би обмана била реалистичнија, Лео и његови полицајци претварају се да засједају пар. Касније, међутим, војници их заиста заседу. На тајном састанку, Лео објашњава да се војска умјешала и да жели Џина и Меи мртве. Неколико дана касније, Џин и Меи су поново упадају у засједу у бамбусовој шуми и скоро бивају убијени, али их је спасила Кућа летећих бодежа и одвела у њихов штаб. У овом тренутку се открива да је Меи глумила своје сљепило и да није ћерка бившег вође. Штавише, вјерена је за Леа, за кога је такође откривено да се претварао да је официр, али је заиста члан Летећих бодежа. Летећи бодежи се не плаше војске и заправо се радују отвореној борби. Лео сломљеног срца каже Меи да ју је чекао три године откако је отишао на тајни начин да би се инфилтрирао у полицију, и пита како је могла да се заљуби у Џина после само три дана, само да би јој рекли да јој је срце наклоњено Џину.
Лео покушава да нападне Меи, али њихова надређена Ниа баца бодеж у Леова леђа и пребацује их на нове мисије, раздвајајући их. Убрзо након тога, Меи је речено да погуби Џина. Уместо тога, она га ослобађа, али одбија да напусти Дом да би му се придружила. Касније, Меи се предомисли и јаше за Џином, али је Лео упада у засједу, који на њу баци два бодежа. Меи успева да одбије једну од њих док је друга прободе и наизглед је убије. У овом тренутку, Џин открива Леа и њих двоје се боре, али су њихове борилачке вјештине превише уједначене. Побеснела мећава пада на њих, док се војска приближава Дому.
Коначно, са оба мушкарца тешко рањена и исцрпљена, Лео извлачи Нијин бодеж из његових леђа и прети да ће га употребити на Џину. Меи се поново појављује и прети да ће јој извући бодеж из груди и бацити га на Леа, због чега би она искрварила до смрти, али Џин је моли да се спасе. После неколико напетих тренутака, Лео одлучује да се претвара да баци свој бодеж, намјеравајући да умре од Меиног бодежа док поштеди Џина. Међутим, Меи покушава да употреби свој бодеж да пресретне Леов бодеж у лету. Резултат је да ни Лео ни Јин не умиру, већ само Меи. На крају, Лео посрће од кривице док Џин плаче над Меиним телом, певајући песму у којој је хвали као „ретку лепотицу”, какву више никада неће видети. Остаје нејасно да ли је Дом победио војску.

## Улоге
- Енди Лау— Капетан Лео (simplified Chinese)
- Џанг Цији — Меи (кин: 小妹)
- Такеши Канеширо — Капетан Јин (simplified Chinese)

## Продукција
Анита Муи је првобитно била изабрана за главну улогу, што је требало да буде њено посљедње појављивање у филму. Умрла је од рака грлића материце прије него што је снимљена и једна од њених сцена. Након њене смрти 30. децембра 2003, редитељ Џанг Јимоу је одлучио да измјени сценарио радије него да нађе замјену. Филм је посвећен њеном сјећању.
Да би се припремила за своју улогу, Џанг Цији је два месеца живјела са сљепом девојчицом која је изгубила вид са 12 година због тумора на мозгу. Такеши Канеширо је повриједио ногу када је кренуо на јахање. Као резултат тога, Јимоу је натјерао Канешира да проведе двије сцене сједећи или клечећи како би ублажио бол.
Већина филма је снимљена у украјинским Карпатским планинама (Национални парк Хуцулске области), као што су сцене у снијегу или брезовим шумама. Глумачка екипа и продукцијски тим провели су 70 дана на локацији од септембра до октобра 2003. и углавном су били смештени у Косиву . Значајне секвенце шуме бамбуса снимљене су у Кини . Међутим, због раних сњежних падавина, продукцијски тим је одлучио да измјени сценарио и одређене секвенце умјесто да чекају да се снијег отопи јер је лишће још увијек било на дрвећу. Редитељ Џанг Јимоу је касније изјавио да је упркос непредвидљивим временским приликама које су приморале на измјене, постигао жељени ефекат у сценографији и да је задовољан коначним резултатом.
Као и његов претходник Хероj, Kућа летећих бодежа користи теорију боја вукинг-а на намјеран и на ироничан начин.

## Књижевно поријекло
У филму је тема прелијепе жене која доноси јад двојици мушкараца. Ова тема је позајмљена из познате пјесме коју је написао песник из династије Хан Ли Јаниан (李延年):
北 方 有 佳 人， 絕 世 而 獨 立。
一 顧 傾 人 城， 再 顧 傾 人 國。
寧 不 知 傾 城 與 傾 國。
佳 人 難 再 得。
Српски превод пјесме је:
На сјеверу има једна љепотица, она је најљепша дама на свијету
Од једног погледа њеног, град пада, док од другог погледа оставља царство у рушевинама
Не постоји ни град ни царство које је било цијењеније од овакве једне љепотице

### Зарада
Кућа летећих бодежа отворена је у Северној Америци 3. децембра 2004. у 15 позоришта. У првом викенду зарадио је 397.472 долара (26.498 долара по екрану). Укупна зарада филма у Сјеверној Америци је 11.050.094 долара. Након тога, филм је зарађивао најмање 50 % више на тржишту кућних видео записа у САД-у-у него на биоскопским благајнама.
Филм је донио додатних 81.751.003 долара на другим мјестима у свијету, чиме је укупна зарада на благајнама износила 92.801.097 долара. Такође је био трећи филм на страном језику са највећом зарадом на тржишту Сјеверне Америке 2004. године.

### Критички пријем
Кућа летећих бодежа је дебитовала у мају на Филмском фестивалу у Кану 2004. на одушевљеним пријемима. Филм је наводно добио 20-минутне овације на својој премијери Филмског фестивала у Кану.
Филм је добио похвале критике. На веб-сајту за прикупљање рецензија филмова Метакритик, филм је добио просјечну оцјену од 89 од 100, на основу 37 рецензија, што указује на његово „универзално признање”. Ротен Томејтоус даје филму оцјену „Цертифиед Фресх” од 87 %, на основу критика 173 критичара, и просјечну оцјену од 7,76/10. Критички консцензус веб-странице каже: „Визуелни сјај филма надокнађује слабост радње”. Метакритик је филм на крају године такође рангирао као пети филм са најбољом рецензијом 2004.
Фил Хол са Филм Трета је написао: „Напросто, Кућа летећих бодежа је филм који поставља неколико нових стандарда за продукцију и забавне вриједности. То је дивљи неред боја, музике, страсти, акције, мистерије, чистих старомодних узбуђења, па чак и плеса. Са бескрајним залихама маште и кинетичком силом природе у својој невероватној звезди Џанг Цији, Кућа летећих бодежа сијече све остале филмове на комадиће.” Десон Томас из Тхе Васхингтон Поста похвалио је редитеља Џанга Јимоуа за употребу боје у филму као „једноставно најбољу на свијету” и описао филм као: „успорену путању малог пасуља, избаченог из руке капетана полиције, је спектакуларна ствар. То је запањујућа, покретна слика, као колибри ухваћен у акцији.” Док је Кевин Томас из Лос Анђелес Тајмса похвалио филм рекавши: „ Кућа летећих бодежа сматра да је велики кинески редитељ најромантичнији у овом узбудљивом епу борилачких вјештина који укључује сукоб између љубави и дужности који се остварује до свог пуног изражаја.”

## Награде и признања
Освојене
- Бостонски филмски критичари
  - Најбоља кинематографија (Џао Сјаодинг)
  - Најбољи режисер (Џанг Јимоу)
  - Најбољи филм на страном језику (Кина/Хонг Конг)
- Филмски критичари Лос Анђелеса
  - Најбољи филм на страном језику (Кина/Хонг Конг)
- Уредници звука за филмове
  - Најбоља монтажа звука у страним филмовима
- Национални одбор за ревизију
  - Изванредан дизајн производње
- Национално друштво филмских критичара
  - Најбољи режисер (Иимоу Зханг)
  - Најбоља кинематографија (Џао Сјаодинг)
- Сателит Авардс
  - Најбоља кинематографија (Џао Сјаодинг)
  - Најбољи визуелни ефекти

Номинације
- 24. додела филмских награда у Хонг Конгу
  - Најбољи азијски филм
- Награде Академије
  - Најбоља кинематографија (Џао Сјаодинг)
- Академија научне фантастике, фантастике и хорор филмова
  - Најбоља глумица (Џанг Цији)
  - Најбољи костими (Еми Вада)
  - Најбољи режисер (Џанг Јимоу)
  - Најбољи фантастични филм
- БАФТА награде
  - Најбоље достигнуће у специјалним визуелним ефектима (Енџи Лам, Енди Браун, Кирсти Милар и Лук Хетерингтон)
  - Најбоља кинематографија (Џао Сјаодинг)
  - Најбољи костимограф (Еми Вада)
  - Најбоља монтажа (Лонг Ченг)
  - Најбољи филм који није на енглеском језику (Вилијам Конг и Џанг Јимоу)
  - Најбоља шминка/фризура (Лее-на Кван, Сјаохаи Jaнг и Сиу-Муи Чау)
  - Најбоља глумица у главној улози (Џанг Цији)
  - Најбољи дизајн продукције (Хуо Тингкиао)
  - Најбољи звук (Тао Јинг и Рогер Саваге)
- Награде Златни орао
  - Најбољи филм на страном језику
- Лондонски круг филмских критичара
  - Филм године
  - Директор године (Џанг Јимоу)
  - Филм године на страном језику
- Сателлите Авардс
  - Најбоља уметничка режија/продукцијски дизајн (Џонг Хан)
  - Најбољи костимограф (Еми Вада)
  - Најбоља филмска монтажа (Лонг Ченг)
  - Најбољи филм — страни филм (Кина)
  - Најбољи звук (монтажа и миксовање) (Јинг Тао)
- Награде Удружења филмских критичара емитовања
  - Најбољи филм на страном језику
- Награде Друштва филмских критичара на мрежи
  - Најбоља кинематографија (Cjaодинг Зхао)
  - Најбоља монтажа (Лонг Ченг)
  - Најбољи филм на страном језику (Кина)
- Европске филмске награде
  - Најбољи неевропски филм — Прик Сцреен Интернатионал

## Музика
Музику филма је продуцирао и креирао Шигеру Умебајаши, а вокале су Џанг Зији и Кејтлин Бетл . Објављен је у Хонг Конгу 15. јула 2004. године од стране продуцентске куће и дистрибутера филма Едко Филмс. Америчку верзију објавио је Сони Мусиц Ентертаинмент 7. децембра 2004.
1. „Уводни наслов” — 0:58
2. „Песма лепоте” (佳人曲) — 2:32 (Зханг Зиии)
3. „Игра ехоа” — 1:17
4. „Кућа божура” — 1:22
5. „Битка у шуми” — 3:26
6. „Узети је за руку” — 1:14
7. „Лавове очи” — 1:51
8. „Љубавници-цвјећњак” — 2:19
9. „Нема излаза” — 3:59
10. „Љубавници” — 1:54
11. „Опроштај број 1” — 2:42
12. „Бамбусова шума” — 2:36
13. „Засједа у десет праваца” (十面埋伏) — 2:01
14. „Леова тема” — 2:36
15. „Меи и Лео” — 3:06
16. „Кућа летећих бодежа” — 1:27
17. „Љубавници-Меи и Џин” — 4:21
18. „Опроштај број 2” — 2:49
19. „До краја” — 2:55
20. „ Љубавници насловне песме” — 4:12 (Кејтлин Бетл)